# Mar del Nord
La mar del Nord (o el mar del Nord) és un mar de l'oceà Atlàntic, situat entre les costes de Noruega i Dinamarca a l'est, les de les Illes Britàniques a l'oest, i les d'Alemanya, els Països Baixos, Bèlgica i França al sud. L'Skagerrak constitueix una mena de badia a l'est del mar, que el connecta amb el Bàltic a través del Kattegat; també està connectat amb el Bàltic pel canal de Kiel. El canal de la Mànega el connecta amb la resta de l'Atlàntic pel sud a través del pas de Calais, mentre que per la banda septentrional hi connecta a través del mar de Noruega, que és el nom que adopta el mar al nord de les Illes Shetland.
Té una superfície d'uns 575.000 quilòmetres quadrats. És un mar molt poc profund, amb una fondària mitjana de 95 metres: el fet que, al banc de Dogger, al mig del mar i actualment amb una fondària d'uns 25 metres, s'hi hagin trobat restes de mamuts, prova que durant la darrera glaciació o bé estava cobert de glaç o bé era emergit. Amb el desglaç, el banc n'esdevingué un darrer reducte en forma d'illa.
Té importants jaciments de petroli i gas natural.

## Nom
Durant l'edat antiga aquest mar es coneixia com a Oceanum o Mare Germanicum. El nom actual es creu que sorgí des del punt de vista de les Illes Frisones, des d'on quedava totalment al nord, i per oposició al mar del Sud (actualment mar de Wadden, als Països Baixos). A la llarga, el nom actual s'acabà imposant, de manera que ja era predominant durant l'edat moderna.
Segons les llengües oficials dels estats que l'envolten, és anomenat Mer du Nord en francès, Noordzee en neerlandès, Nordsee en alemany, Nordsøen en danès, Nordsjøen en noruec i North Sea en anglès. En frisó se'n diu Noardsee, i en gaèlic escocès A' Mhuir a Tuath.
Un dels primers noms que se'n recullen és el de Septentrionalis Oceanus, o 'oceà del Nord', que va ser citat per Plini. Tanmateix, els celtes que vivien al llarg de la seva costa s'hi referien com a Morimaru, o 'mar mort', que també va ser adoptat pels pobles germànics, donant Morimarusa. Aquest nom es refereix a l'"aigua morta" o franges resultants d'una capa d'aigua dolça que reposava a la part superior d'una capa d'aigua salada, i en resultava una aigua d'aspecte molt tranquil. La referència a aquest mateix fenomen es perllongà en l'edat mitjana, per exemple, giliberōt en l'alt alemany antic o en neerlandès mitjà lebermer o libersee.
Altres noms comuns en l'ús durant llargs períodes van ser els termes llatins Mare Frisicum, o Oceanum-Mare Germanicum, així com els seus equivalents en altres idiomes.

## Geografia

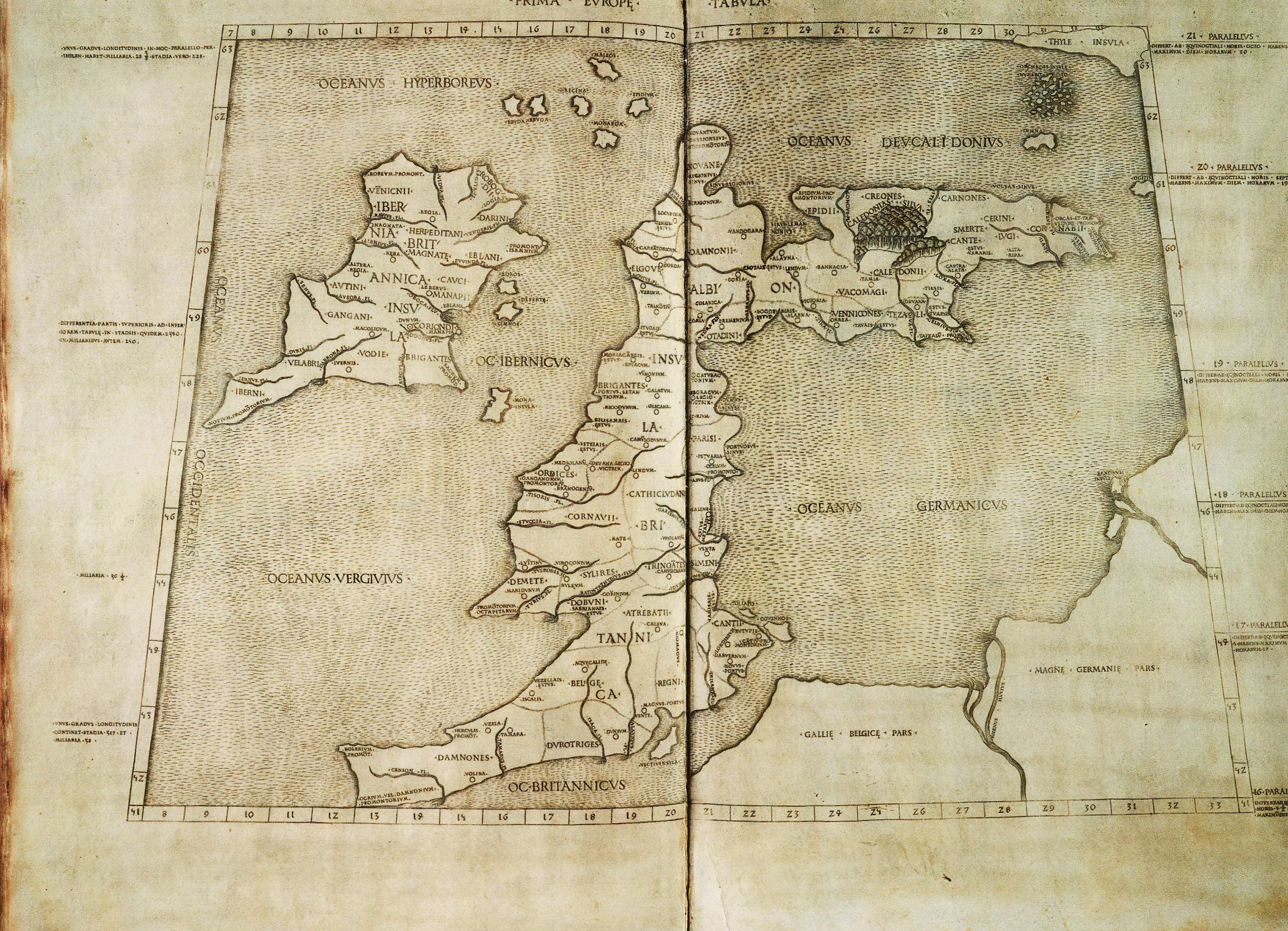
Una recreació de 1490 d'un mapa de la Geografia de Ptolemeu amb la denominació dOceanus Germanicus

El mar del Nord està delimitat, a la part occidental, per les Illes Òrcades i la costa est d'Anglaterra i Escòcia, a la part oriental per l'extrem sud-occidental de la península d'Escandinàvia i l'oest de Jutlàndia (litoral noruec i danès, respectivament) i al sud per la costa occidental d'Alemanya, el litoral dels Països Baixos i Bèlgica i el de l'extrem nord de França fins al canal de la Mànega. Al sud-oest, més enllà de l'estret de Dover o pas de Calais, el mar del Nord es converteix en el canal de la Mànega, connexió amb l'oceà Atlàntic. A l'est, es connecta amb el mar Bàltic a través de l'Skagerrak i el Kattegat, dos estrets que separen Dinamarca de Noruega i Suècia, respectivament. Al nord està vorejat per les Shetland i es connecta amb el mar de Noruega, que es troba a l'extrem nord-oriental de l'Atlàntic.
S'estén al llarg de 970 quilòmetres i té una amplària de 580 quilòmetres; ocupa una superfície de 750.000 quilòmetres quadrats i un volum de 94.000 quilòmetres cúbics. Tot al volt del litoral del mar del Nord hi ha illes i arxipèlags importants, com ara les Illes Shetland, les Òrcades i les Frisones. El mar del Nord rep aigua dolça provinent d'una sèrie de conques continentals europees, així com de les conques hidrogràfiques de les Illes Britàniques. També hi va a parar l'aigua del mar Bàltic, on desemboquen també una gran quantitat de rius, per la qual cosa es tracta d'una mar amb poca salinitat. Els rius principals que desguassen al mar del Nord són l'Elba, el Rin i el Mosa. La conca de l'Elba drena una superfície de 149.000 quilòmetres quadrats, que inclou 18 ciutats i els seus afluents. El delta del Rin-Mosa rep les descàrregues d'aigua d'una superfície de 199.000 quilòmetres quadrats, on es troben 68 ciutats. Al voltant de 184 milions de persones viuen a la conca dels rius que flueixen cap al mar del Nord. Aquesta àrea conté denses concentracions industrials.

### Fondària
Cap al nord a partir de la latitud nord 53 ° 24', d'una manera general, el fons del mar del Nord descendeix de forma inadequada. Al sud, s'inclina cap al pas de Calais.
En la seva major part, el mar del Nord es troba a la plataforma continental europea, amb una profunditat mitjana de 90 metres; té poques zones més profundes de 100 metres. L'única excepció n'és la rasa de Noruega, que s'estén paral·lela a la costa de Noruega des d'Oslo fins a una zona al nord de Bergen. Té entre 20 i 30 quilòmetres d'amplitud, amb uns 300 metres de profunditat davant Bergen, i una profunditat màxima de 725 metres a Skagerrak. A l'est de la Gran Bretanya, el banc Dogger, un altiplà que prové d'una gran morrena del període glacial, producte de l'acumulació de runes de glaceres no consolidades, s'eleva entre 15 i 30 metres per sota de la superfície del mar. Aquesta característica ha produït una zona molt rica per a la pesca.
Long Forties i Broad Fourteens són àrees que reben aquests noms per la profunditat que hi ha, mesurada en braces: quaranta i catorze braces o 73 i 26 metres de profunditat, respectivament. Aquests grans bancs i d'altres similars fan del mar del Nord una zona especialment perillosa per a navegar, que ha estat alleujada per l'aplicació dels nous sistemes de navegació per satèl·lit.
També hi ha grans profunditats a la part occidental del mar del Nord, com ara el Forat del Diable al llarg d'Edimburg, fins a 460 metres, i alguns fora de la badia de The Wash. Aquests corredors podrien haver estat formats pels rius durant l'última glaciació. De fet, en aquest moment de la glaciació, el nivell del mar del nord era més baix que el nivell actual (regressió marina). Els rius llavors haurien erosionat certes parts descobertes que el mar cobreix en l'actualitat (transgressió marina). El més probable és que siguin restes de la vall de túnel, que es mantenen obertes pels corrents de marea.

## Hidrologia

### Temperatura i salinitat
La temperatura mitjana a l'estiu n'és de 17 °C i 6 °C a l'hivern. El canvi climàtic s'ha atribuït a un augment en la temperatura mitjana del mar del Nord. Les temperatures de l'aire al gener de mitjana es mouen en el rang de 0 a 4 °C i al juliol, entre 13 i 18 °C. Durant els mesos hivernals són freqüents els temporals i tempestes.
Les mitjanes de salinitat són entre 34 i 35 grams de sal per litre d'aigua. La salinitat té una major variabilitat on hi ha entrades d'aigua dolça, com as estuaris del Rin i l'Elba, la connexió amb el mar Bàltic, i al llarg de la costa de Noruega.

### La circulació de l'aigua i les marees
La pauta principal per al flux d'aigua al mar del Nord és un antigir cap a la dreta al llarg de les vores. El mar del Nord és un braç de l'oceà Atlàntic i rep la majoria dels corrents oceànics des de l'obertura del nord-oest i, en menor grau, d'una part que prové del corrent càlid de la petita obertura del canal de la Mànega. Aquests corrents provenen de la costa de Noruega. Tant els corrents d'aigües profundes com els de superfície es mouen en diferents direccions; les aigües costaneres superficials de baixa salinitat es desplacen cap a l'exterior, i les més profundes i denses amb una alta salinitat es mouen cap a la costa.
El mar del Nord es troba dins la plataforma continental i té un tipus d'ones més diferent que el de les aigües oceàniques de més fondària. La velocitat de les ones es veu disminuïda i l'amplitud de les ones augmenta. Al mar del Nord hi ha dos sistemes anfidròmics i un tercer sistema anfidròmic incomplet. Al mar del Nord, la diferència en l'amplitud mitjana de la marea és d'entre 0 a 8 metres.

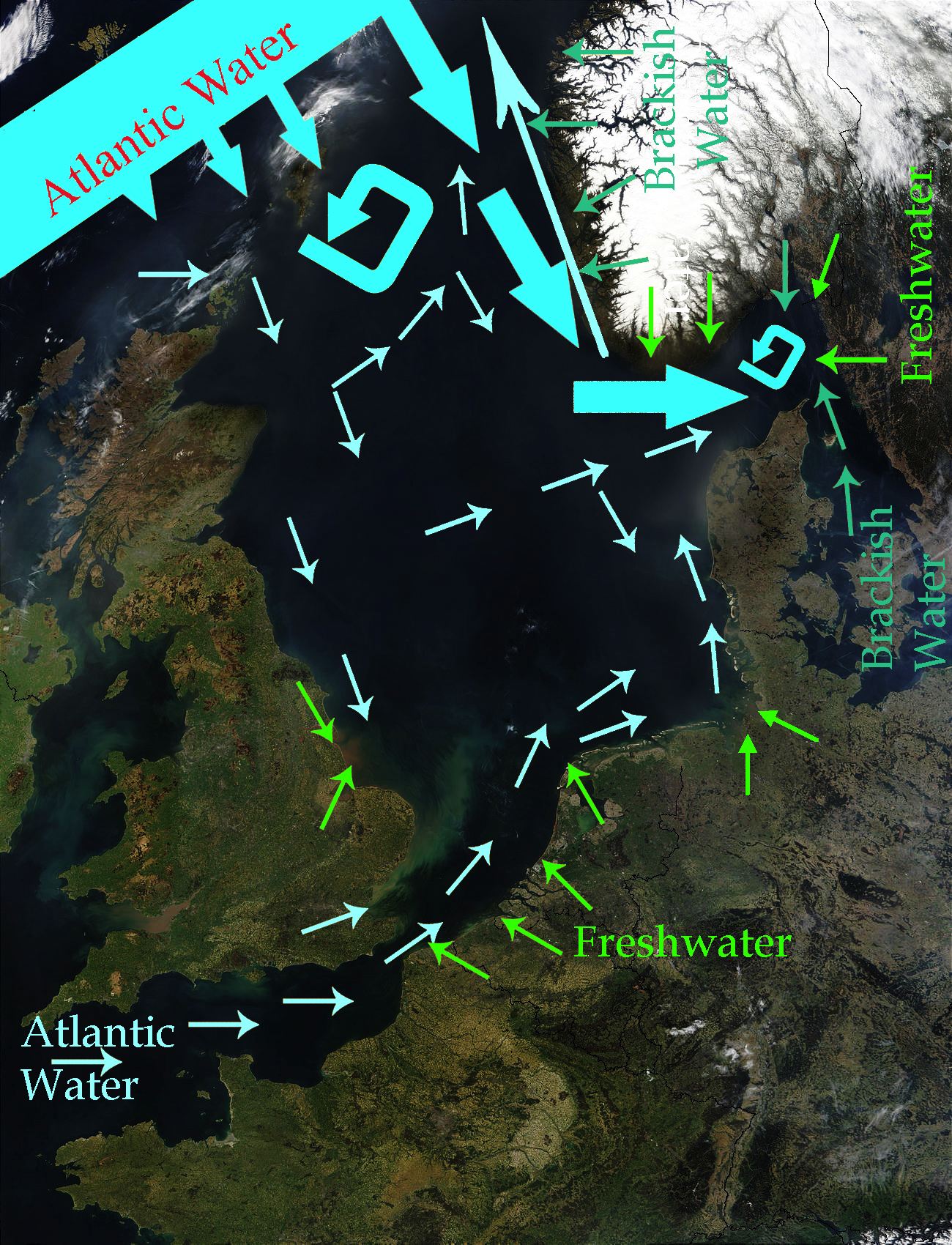
Els corrents oceànics entren principalment des del nord, des de la costa noruega

La marea Kelvin de l'oceà Atlàntic és una ona semidiürna que viatja cap al nord. Part de l'energia d'aquesta ona es propaga a través del canal de la Mànega cap al mar del Nord. Posteriorment, l'ona encara viatja cap al nord de l'oceà Atlàntic, i un cop passades les Illes Britàniques, l'ona Kelvin es desplaça cap a l'est i al sud, i un cop més entra al mar del Nord.

### Rius
Els principals rius que hi desemboquen són:
- l'Elba a Cuxhaven (Alemanya)
- el Weser a Bremerhaven (Alemanya) l'Ems a Emden (Baixa Saxònia)
- el Rin i el Mosa a Rotterdam (Països Baixos)
- l'Escalda a Vlissingen (Països Baixos)
- l'IJzer a Nieuwpoort (Bèlgica)
- el Tàmesi a Southend-on-Sea (Anglaterra)
- el Humber a Kingston upon Hull (Anglaterra)

### Costes
Les costes est i oest del mar del Nord són irregulars, formades per glaceres durant l'època glacial. Les costes al llarg de la part sud estan cobertes amb restes dels sediments glacials dipositats. L'arribada de les muntanyes de Noruega fins arran de mar ha provocat la creació de profunds fiords i arxipèlags. Al sud de Stavanger, la costa se suavitza i cada cop hi ha menys illes. La costa est d'Escòcia és força similar, encara que menys marcada que la de Noruega. Al nord-est d'Anglaterra, els penya-segats són de menys altitud i es componen de morrenes menys resistents, cosa que ha portat com a conseqüència que la superfície s'erosioni més fàcilment, de manera que les costes tenen uns contorns més arrodonits. Als Països Baixos, Bèlgica i a l'est d'Anglaterra (Ànglia de l'Est), el litoral és baix i pantanós. La costa est i el sud-est del mar del Nord, al mar de Wadden, és principalment sorrenca i molt recta, particularment a Bèlgica i Dinamarca.
Els principals ports costaners són:
- Calais i Dunkerque a França
- Oostende i Zeebrugge a Bèlgica

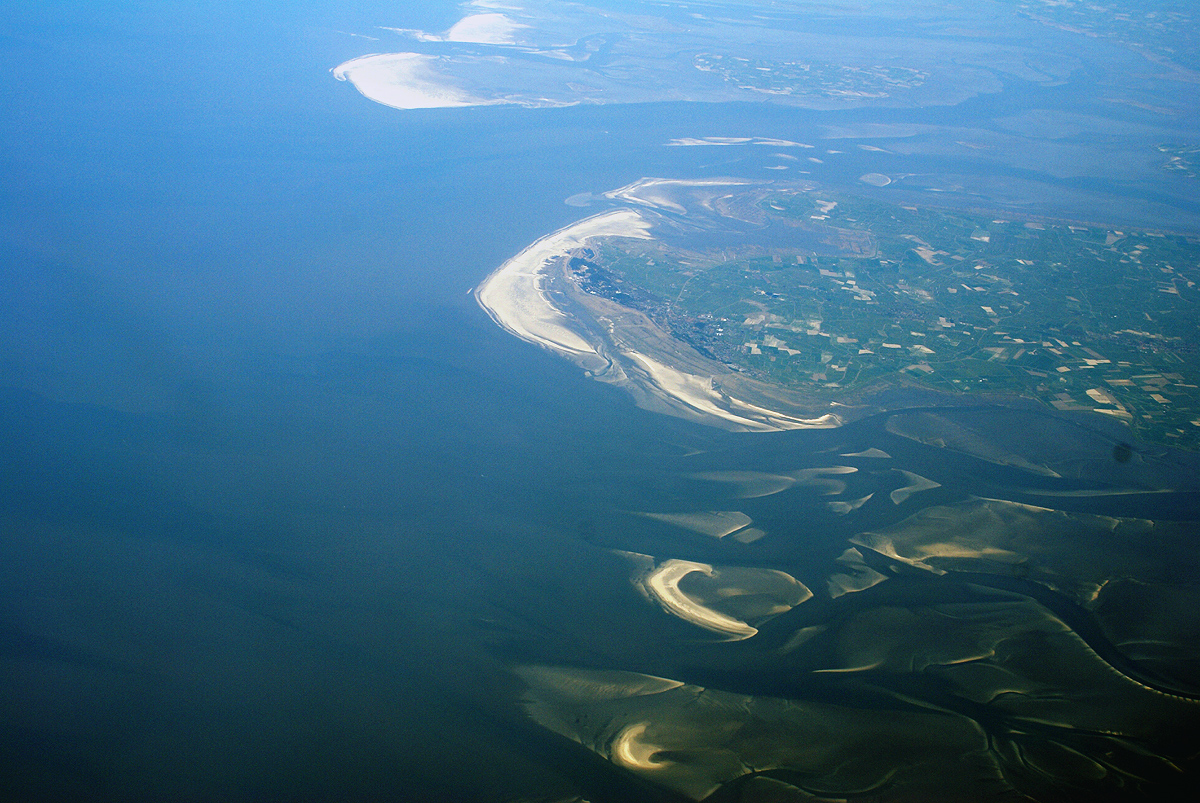
La costa alemanya del mar del Nord

- Vlissingen, Rotterdam i Den Helder als Països Baixos
- Emden, Wilhelmshaven, Bremerhaven i Cuxhaven a Alemanya
- Esbjerg a Dinamarca
- Oslo, Kristiansand, Stavanger i Bergen a Noruega
- Aberdeen, Dundee i Edimburg a Escòcia
- Newcastle upon Tyne, Sunderland (Tyne i Wear), Kingston upon Hull, Grimsby, Great Yarmouth,
- Lowestoft, Colchester, Southend-on-Sea i Dover a Anglaterra

## Gestió de les costes

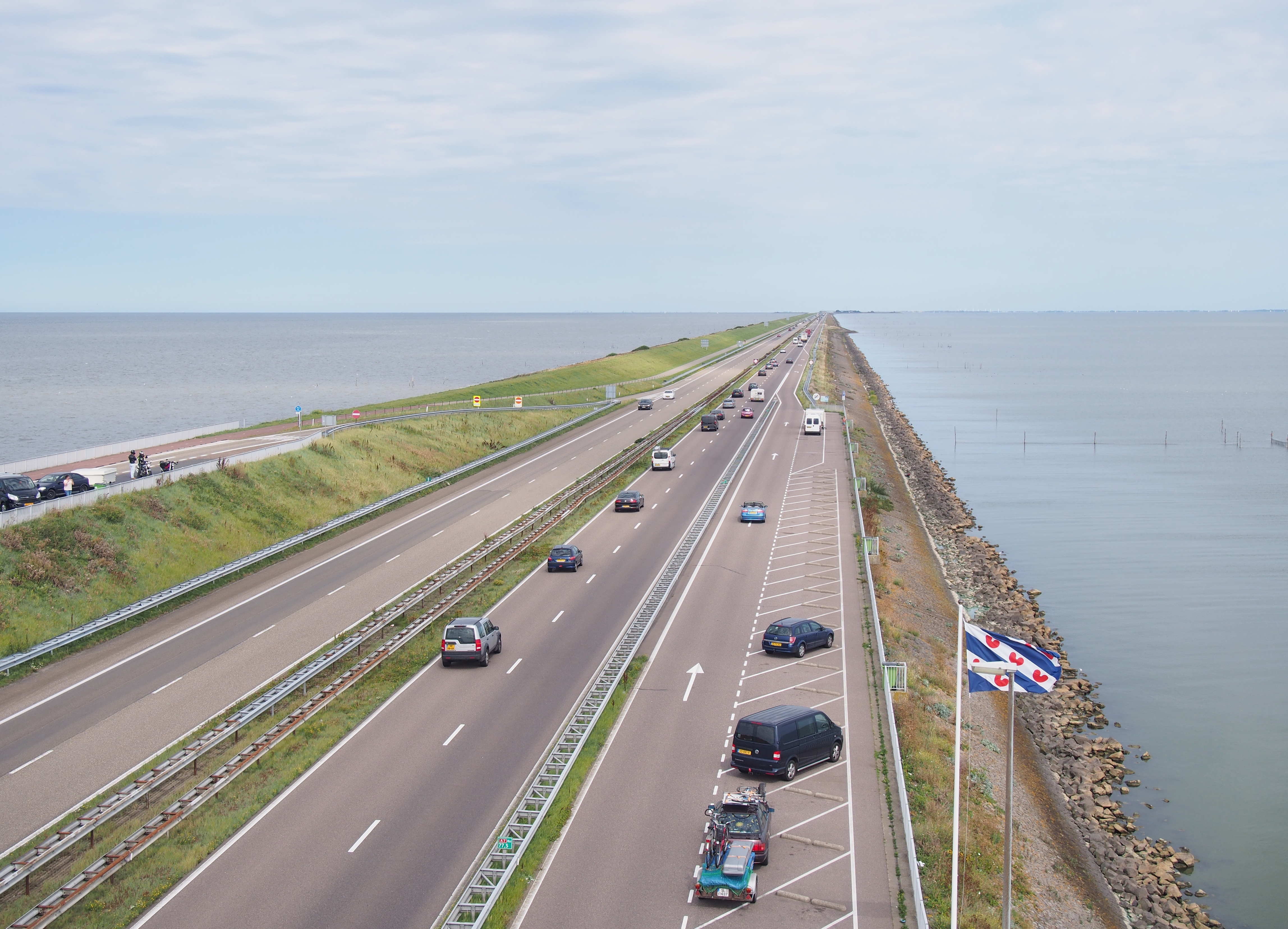
L'Afsluitdijk (dic de tancament) és un important dic dels Països Baixos

Les zones costaneres del sud van ser originàriament planes d'inundació i terres pantanoses. A les zones especialment vulnerables a les marees tempestuoses, la gent es va assentar darrere dels dics d'elevació i en espais naturals amb terres altes, com ara cordons litorals i geests. Ja l'any 500 aC, es construïen habitatges més alts als turons artificials. A principis de l'edat mitjana, al 1200, els habitants van començar a connectar els dics d'un sol anell en una línia de dics al llarg de tota la costa, convertint així les regions amfíbies de terra i mar en terra ferma permanent.
La forma moderna que es complementa contra el desbordament de dics i amb canals de desviament lateral va començar a aparèixer en els segles xvii i XVIII, als Països Baixos. Les inundacions del mar del Nord del 1953 i 1962 van ser un impuls per a la ulterior elevació dels dics, així com la reducció de la línia de la costa per tal de presentar en superfície el menys possible al càstig de la mar i les tempestes. Actualment, el 27% dels Països Baixos està per sota del nivell del mar protegit per dics, dunes i apartaments de platja.
La gestió costanera es compon avui de diversos nivells. El dic en pendent redueix l'energia de la mar d'entrada, de manera que al dic no se li assigna l'impacte. Els dics que es troben directament sobre el mar són especialment reforçats. Els dics tenen, en els darrers anys, a vegades fins a 9 metres i s'han reduït per tal de disminuir més l'erosió de les onades. On les dunes són suficients per protegir la terra darrere seu estan plantades amb pastura de platja per protegir-les de l'erosió del vent, l'aigua, i el trànsit a peu.

### Les marees tempestuoses

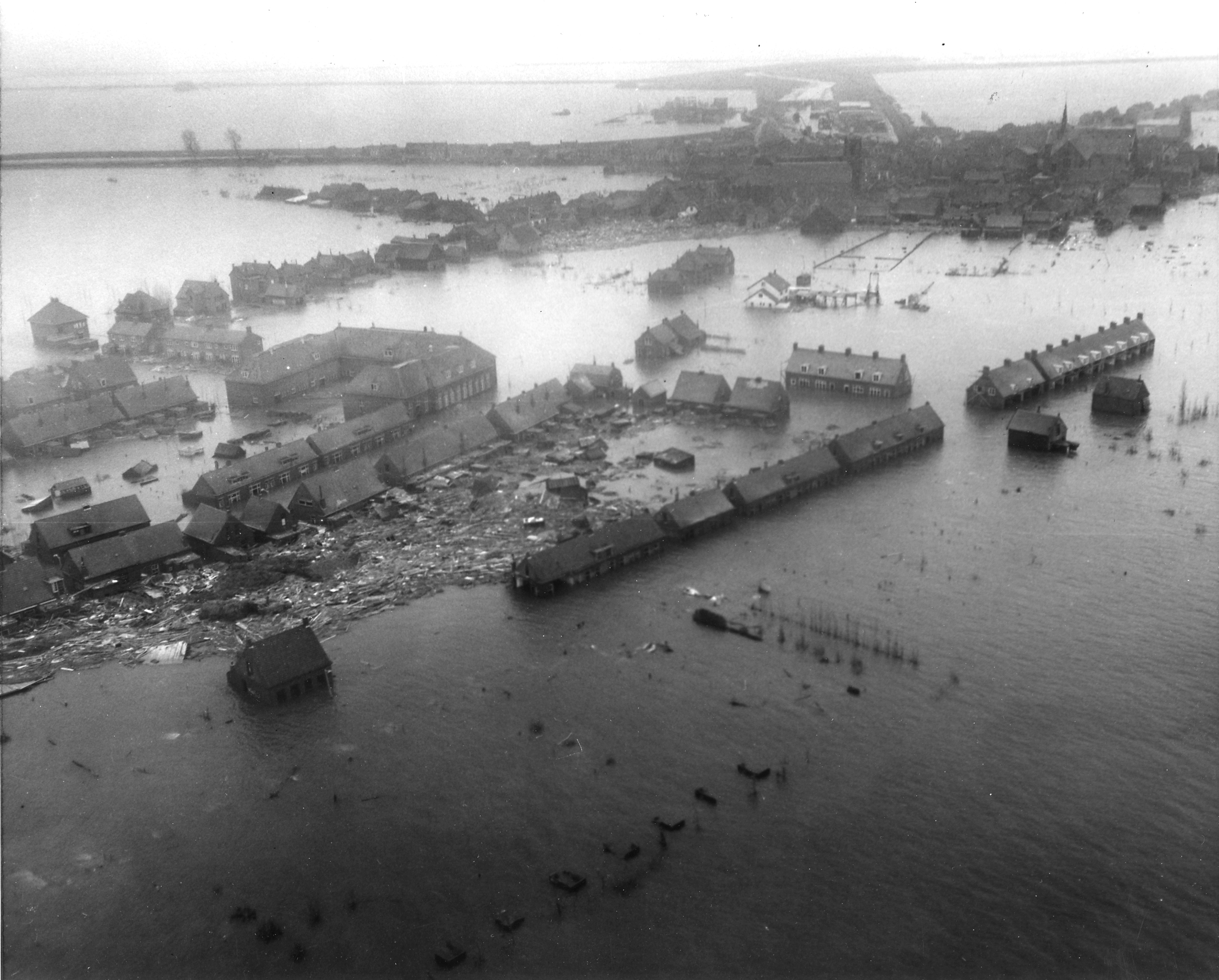
Zuid-Beveland, en la inundació del 1953

Les marees tempestuoses tradicionalment han amenaçat, en particular, les costes dels Països Baixos, Bèlgica, Alemanya, Dinamarca i zones baixes de l'est d'Anglaterra, en particular al voltant de The Wash i The Fens (els pantans). Les marees de tempesta són causades per canvis en la pressió atmosfèrica en combinació amb els forts vents creats per l'acció de les ones.
El primer registre que existeix d'una inundació per una marea tempestuosa va ser la Julianenflut, que es va produir el 17 de febrer de 1164. Entre les seves accions, començà a formar-se la Jadebusen, una badia de la costa d'Alemanya. L'any 1228, es va registrar una gran marea tempestuosa que provocà la mort de més de 100.000 persones. El 1362, el segon Grote Manndränke va colpejar la costa sud del mar del Nord. Les cròniques de l'època parlen de més de 100.000 morts, i una gran part de la costa es va perdre de forma permanent inundada per aigües del mar, inclosa la llegendària ciutat perduda de Rungholt. Ja al segle xx, les inundacions del mar del Nord de 1953 van devastar diverses costes dels països circumdants, amb la mort de més de 2.000 persones. Més endavant, 315 ciutadans d'Hamburg van morir en les inundacions del mar del Nord del 1962. La "inundació del segle", produïda el 1976 i la inundació del nord de Frísia del 1981 van portar els nivells més alts d'aigua que s'han mesurat fins a la data a les costes del mar del Nord, però gràcies a les defenses costaneres construïdes, com ara sistemes d'alerta i millora de dics i altres modificacions posteriors a la inundació del 1962, aquestes inundacions només provocaren danys a la propietat.

### Tsunamis

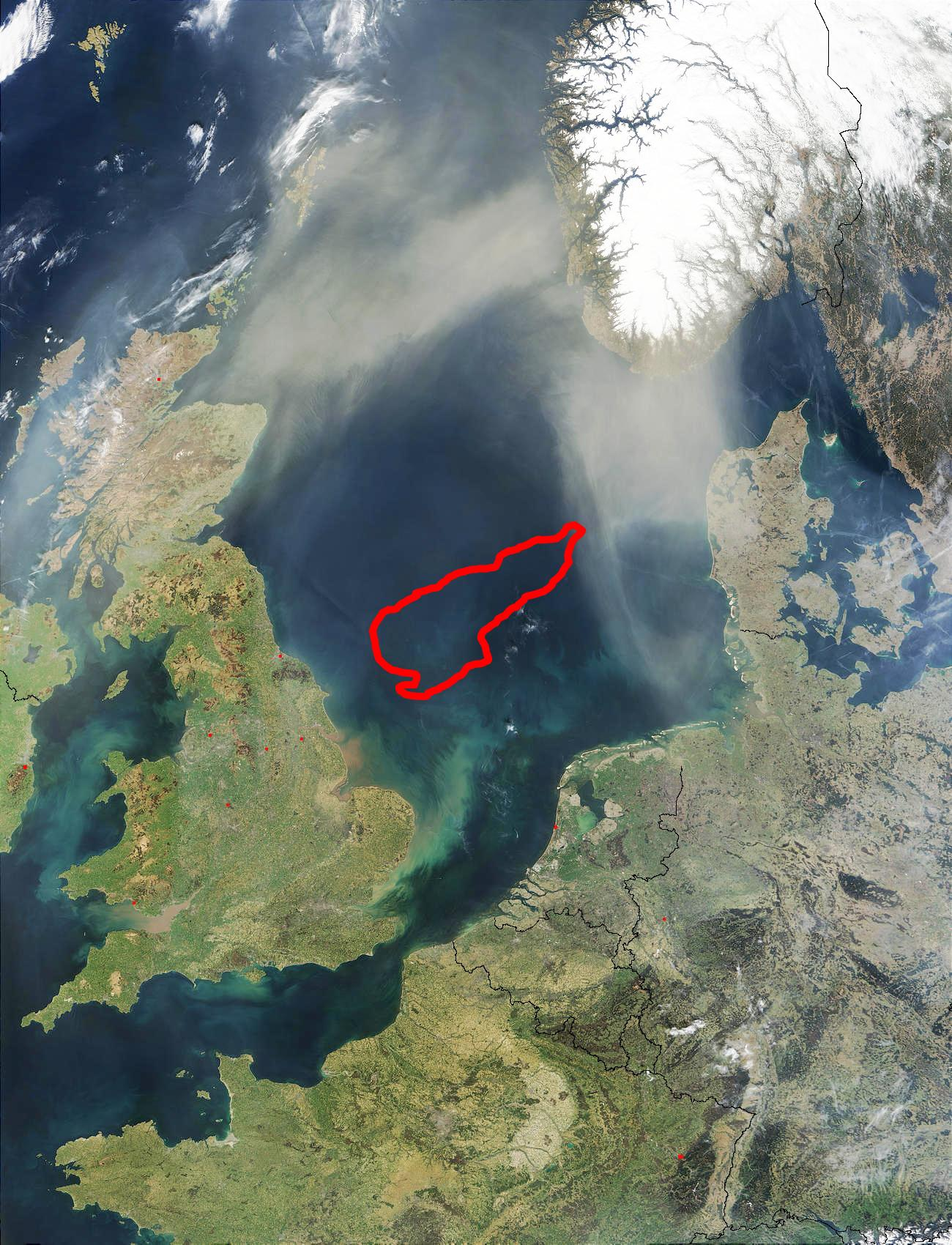
Localització del Dogger Bank, zona on el 1931 es va produir un important terratrèmol

Les esllavissades de Storegga (Storegga Slide) van ser una sèrie d'esllavissades submarines de terra, en què un tros de la plataforma continental de Noruega lliscà cap al mar de Noruega. Les immenses esllavissades que succeïren entre els anys 8150 aC i 6000 aC provocaren un tsunami de fins a 20 metres d'alçada que es va estendre pel mar del Nord, i que tingué un impacte més gran a Escòcia i a les illes Fèroe.
El terratrèmol de l'estret de Dover (o pas de Calais) de 1580 és un dels terratrèmols dels quals es té coneixement al mar del Nord, i féu entre 5,3 i 5,9 en l'escala de Richter. Aquest esdeveniment va causar grans danys a Calais, amb sismes i dos tsunamis.
El terratrèmol més gran registrat al Regne Unit va ser el terratrèmol de 1931 a Dogger Bank, que féu 6,1 en l'escala de Richter i provocà un tsunami que va inundar parts de la costa britànica.

## Geologia

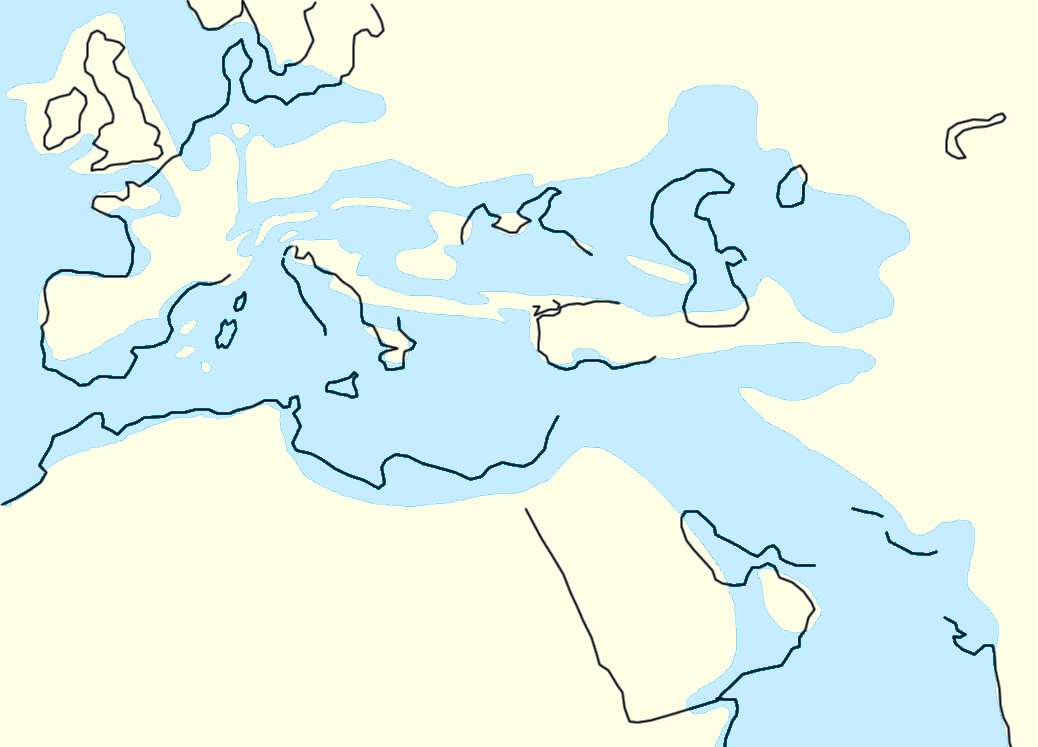
Masses d'aigua a Europa entre 34 i 28 milions d'anys abans de la nostra era

Alguns mars epicontinentals poc profunds, com l'actual mar del Nord han existit des de fa temps a la plataforma continental. La dislocació que formava la part septentrional de l'oceà Atlàntic durant els períodes Juràssic i Cretaci, fa uns 150 milions, causà un moviment tectònic que creà les Illes Britàniques. Des d'aleshores, ha existit de forma permanent entre els turons d'Escandinàvia i les Illes Britàniques. Aquest precursor de l'actual mar del Nord ha crescut i s'ha reduït amb la pujada i la caiguda del nivell del mar durant els diferents períodes geològics. A vegades, estava connectat amb altres mars, com el mar Paratetis, avui desaparegut.
Durant el Cretaci superior, fa al voltant de 85 milions d'anys, gran part de l'Europa continental moderna a excepció d'Escandinàvia era una dispersió d'illes. A l'oligocè, fa entre 34 i 28 milions d'anys, l'emersió de l'Europa occidental i central havia deixat gairebé completament separats el mar del Nord i el de Tetis, que es va reduir gradualment fins a convertir-se en el mar Mediterrani al sud d'Europa, i en terra seca al sud d'Àsia Occidental. El mar del Nord estava separat del canal de la Mànega per un estret pont terrestre fins que aquest va ser negat per almenys dues inundacions catastròfiques entre 450.000 i 180.000 anys enrere. Des del començament del període Quaternari, fa al voltant de 2,6 milions d'anys, el nivell del mar eustàtic s'ha reduït durant cada període glacial i, a continuació, ha pujat de nou. Cada vegada que la capa de gel assolia la seva major magnitud, el mar del Nord s'assecava gairebé completament. L'actual costa del mar del Nord es formà quan, després del darrer pic de glaciació, durant la darrera època glacial 20.000 anys enrere, el mar començà a inundar la plataforma continental europea. La costa del mar del Nord pateix encara canvis arran de variacions en el nivell del mar a tot el món, de moviments tectònics, de les marees, de l'erosió, la pujada i la caiguda dels nivells del mar, la deriva de còdols...

## Trànsit marítim
El mar del Nord és molt important per al trànsit marítim. Alguns dels ports més grans del món n'ocupen les costes o bé els marges dels rius que hi van a parar al cap de pocs quilòmetres (és el cas, per exemple, de Rotterdam -3r. del món-, Anvers, Hamburg o Londres), o bé hi tenen un fàcil accés, com el d'Amsterdam, cosa que fa que disposi de rutes marítimes molt sol·licitades. És vital per al comerç de l'Europa Occidental.